# Cryptamorpha victoriae
Cryptamorpha victoriae là một loài bọ cánh cứng trong họ Silvanidae. Loài này được Blackburn miêu tả khoa học năm 1888.